# پل خیابان کینزی
پل خیابان کینزی یک پل بازشو تک برگه است که در سال ۱۹۰۹ ساخته شده و از روی رود شیکاگو در مرکز شهر شیکاگو، ایلینوی، ایالات متحده عبور می‌کند.

## حوادث
در آوریل ۱۹۹۲، کارهای بازسازی پایه‌های پل به تونل باربری واقع در زیر رود شیکاگو آسیب رساند. شکاف تونل در نهایت منجر به سیل شیکاگو شد که شیکاگو لوپ را با حدود ۲۵۰ میلیون گالون آمریکایی (۱٬۰۰۰٬۰۰۰ متر مکعب) آب پر کرد.
در اوت ۲۰۰۴، یک اتوبوس تور دیو متیوز بند که از روی پل عبور می‌کرد، ۸۰۰ پوند زباله انسانی را از طریق عرشه فلزی باز پل به داخل رود شیکاگو ریخت. زباله‌ها روی یک قایق تور معماری و مسافران عبوری از زیر پل در آن زمان افتاد.